# 아목시실린/클라불란산
아목시실린/클라불란산(Amoxicillin/clavulanic acid), 또는 코아목시클라브(co-amoxiclav)는 다양한 병균성 질병을 치료하는데 사용되는 항생제다. 베타-락탐계열 항생제인 아목시실린과, 베타락탐분해효소저해제인 클라불란산 포타슘으로 구성되어 있다. 중이염, 연쇄상구균 인두염, 폐렴, 봉와직염, 요로감염증, 동물 물림 등에 사용된다. 경구투여하거나 정맥주사로 투여한다.
대표적인 부작용으로 설사, 구토, 알레르기성 반응 등이 있다. 또한 칸디다증이나 혈액응고장애, 두통 등의 발병 확률이 높아진다. 페니실린 알레르기가 있는 사람들에게는 투여를 권하지 않는다. 임산부에게 안전한 편에 속한다.
아목시실린/클라불란산은 1984년 미국에서 의료용으로 승인되었다. 현재 가장 안전하고 효과적인 의약품으로 의료제도에서 필수적인 의약품 목록인 WHO 필수 의약품 목록에 등재되어 있으며, 제네릭 의약품으로 사용할 수 있다. 개발도상국에서 도매가는 하루에 약 0.18~1.14달러이며, 미국에서는 한 번 치료할 때 50~100달러가 든다. 2017년 미국에서 116번째로 많이 처방된 약품으로, 600만 건 이상 투여되었다.

## 용법
아목시실린/클라불란산은 다음과 같은 세균성 감염을 치료 또는 예방하기 위해 사용된다.
- 요로감염증
- 호흡기감염증
- 피부 및 유조직 감염
- 부비동 감염
- 편도염
- 고양이가 할퀸 상처
- 구강이 세균에 감염된 경우:
  - 충치
  - 감염된 동물에게 물림
  - 감염된 사람에게 물림 (교상)[9][10]

다른 치료법에 내성을 보이는 결핵 환자의 경우에도 사용된다.
이 조합을 통해 베타락탐분해효소를 생성하는 아목시실린 내성균에 대해서도 아목시실린의 효능을 얻을 수 있다.

## 역효과
부작용으로는 설사, 구토, 아구창, 메스꺼움, 발진 등이 있다. 이는 보통 특별히 심각한 경우가 아니므로, 의사의 관심이 필요하지 않다. 모든 항균제와 마찬가지로 클로스트리디움 디피실 감염으로 인한 항생제 관련 설사나 위막성 대장암이 치료 중이나 후에 발생할 수 있다.
드물게 담즙울혈성 황달이 나타나기도 하는데, 간독성이 있는 경우 담즙울혈성 간염이라 부르기도 한다. 이 부작용은 치료가 중단된 후 최대 몇 주후에도 나타날 수 있으며, 보통 해결하는데에는 추가로 몇 주가 더 소비된다. 남성이나 노인, 그리고 장기 치료를 받은 사람들에게 더 자주 나타난다; 발병률은 10만 명 중 한 명이다. 영국 의약품안전위원회(CSM)은 이러한 점을 코아목시클라브 사용시 주의사항으로 권고하고 있다.
모든 아미노페니실린들과 마찬가지로 아목시실린도 매우 드물게 부작용으로 스티븐스-존슨 증후군이나 독성 표피 괴사가 나타날 수 있다.

## 역사
현 글락소스미스클라인인 비첨사(Beecham)에서 근무하던 영국인 과학자들이 1979년에 미국 특허 보호를 신청했다. 그들은 그것을 어그멘틴(augmentin)이라는 상호명 판매했다. 1985년에 신청이 받아들여져 특허가 등록되었다.

## 조제법
국제일반명으로 아목시실린/클라불란산이고, 영국승인명(BAN)으로는 코아목시클라브로 불린다.
많은 제품들이 아목시실린의 함량을 강조한다. 예를 들어, Augmentin 250에는 250mg의 아목시실린과 125mg의 클라불란산이 들어 있다.

## 참고 문헌
- “Amoxicillin / clavulanic acid”. 《Drug Information Portal》. U.S. National Library of Medicine.